# Matca (gmina)
Matca – gmina w Rumunii, w okręgu Gałacz. Obejmuje tylko jedną miejscowość Matca. W 2011 roku liczyła 12 793 mieszkańców. 